# Galantamina
La galantamina es un alcaloide nootrópico que actúa como un inhibidor selectivo, competitivo y reversible de la acetilcolinesterasa. Además, estimula la acción de la acetilcolina sobre los receptores nicotínicos, probablemente mediante la fijación a un lugar alostérico del receptor. En consecuencia, en pacientes con demencia tipo Alzheimer se puede conseguir un aumento de la actividad del sistema colinérgico asociada a una mejora de la función cognitiva.

Junto con el donepezilo y la rivastigmina (también inhibidores de la acetilcolinesterasa) es un fármaco utilizado para el tratamiento de la enfermedad de Alzheimer con deterioro cognitivo leve o moderado. Recientes estudios han demostrado la eficacia, costo-efectividad y efectos adversos leves de Galantamina en el tratamiento de pacientes con Enfermedad de Alzheimer al tener un efecto prolongable en el tiempo y ahorrar costos en comparación con placebos y tratamientos no farmacológicos.(Rapid health technology assessment of galantamine for the treatment of Alzheimer’s disease. Bingke Xing, MM et al.)